# Junior Alonso
Junior Osmar Ignacio Alonso Mujica (Asunción, 9 de febrero de 1993) es un futbolista paraguayo que juega en la posición de defensa en el Atlético Mineiro del Campeonato Brasileño de Serie A. Es internacional absoluto con la selección de fútbol de Paraguay desde 2013.

## Trayectoria

### Club Cerro Porteño
Se inició en las divisiones inferiores del Club Cerro Porteño, club con el cual participó de la Copa Libertadores Sub-20 del año 2012, donde alcanzó los cuartos de final. Debutó en la primera división con Cerro Porteño y con el entrenador Francisco Arce dirigiendo el equipo, el 10 de marzo de 2013, con derrota de su equipo contra el Deportivo Capiatá por 1 a 0. Su debut en competencias internacionales se produjo el 31 de julio de 2013, en la primera fase de la copa sudamericana contra la Universidad Católica de Chile. Este cotejo terminaría con el marcador en igualdad a uno, convirtió su primer gol en el partido contra el Club Cerro de Franco el 4 de agosto de 2013.
El 24 de noviembre de 2013 se consagra campeón por primera vez en la primera división con el Club Cerro Porteño, su regularidad en este torneo fue tal que jugó todos los minutos de todos los partidos del mismo, a excepción del último en el que fue suspendido por acumulación de 5 tarjetas amarillas.
En el 2014 a pesar de que con su equipo no tuvo un buen primer semestre eliminándose de la Copa Libertadores y terminando en cuarta posición en el torneo local, logró mantener una buena regularidad en el mismo, aunque alternando un poco los partidos con su compañero Diego Viera.

### Experiencia en Europa
En enero de 2017, fue contratado por el Lille Olympique Sporting Club, que pagó 4 millones de euros para hacerse con sus servicios. El 18 de febrero debuta oficialmente con el club francés en la Ligue 1, en la victoria frente al Caen por 1 a 0, ingresando a los 71 minutos en reemplazo del jugador franco-argelino Yassine Benzia.
El 6 de agosto de 2017, en el partido frente al Nantes, correspondiente a la primera fecha de la temporada 17/18 de la Ligue 1, Junior marcó su primer gol con el conjunto francés, con un remate de zurda desde afuera del área a los 48 minutos, para decretar el 1 a 0 de su equipo; en lo que también fue el debut oficial de Marcelo Bielsa como director técnico del Lille. El 25 de octubre vuelve a anotar otro gol, esta vez en el empate 2 a 2 frente al Valenciennes Football Club, en el partido correspondiente a los dieciseisavos de final de la Copa de la Liga de Francia, encuentro donde su equipo terminó avanzando a octavos de final tras clasificar por la vía de los penales.
El 14 de agosto de 2018, el Real Club Celta de Vigo hizo oficial su incorporación cedido por una temporada con opción de compra. Realizó su debut en liga el 18 de agosto, en el partido frente al Espanyol de Barcelona, donde asistió con un centro para el gol de Iago Aspas. Dicho encuentro terminó empatado 1 a 1.

### Regreso a Sudamérica
El 7 de enero de 2019 se anunció el fichaje oficial de Junior Alonso por el Boca Juniors en calidad de cedido por 1 año y medio tras no tener continuidad en el Celta de Vigo.  El 27 de enero de 2019 jugó en el empate de Boca 1-1 ante Newell's Old Boys por la  fecha 16 de la Superliga 2018-19. El 31 de enero volvería como titular ya afianzado en la zaga en el triunfo 0-4 sobre San Martín de San Juan en un juego postergado correspondiente a la fecha 12. El 3 de febrero en su debut en la Bombonera, Junior jugó regularmente como lateral izquierdo, Boca derrotaría 2-0 a Godoy Cruz. El 24 de julio fue titular los 90 minutos en el triunfo de Boca 0-1 sobre Paranaense por octavos de Copa Libertadores 2019. El 31 de julio por la vuelta, Alonso hizo un partido más que correcto en el triunfo de Boca 2-0 sobre Paranaense.
El 2 de julio de 2020 el presidente de Atlético Mineiro hizo oficial su fichaje por el conjunto brasileño. Ganó cuatro títulos en año y medio antes de volver al fútbol europeo tras ser traspasado al F. C. Krasnodar. Debido a la situación que se vivía en Rusia decidió abandonar el país y regresar a Atlético Mineiro. Posteriormente volvió al equipo ruso antes de iniciar una tercera etapa en Atlético Mineiro en julio de 2024.

## Selección nacional
Junior participó en su totalidad con la selección paraguaya sub-20 del Campeonato Sudamericano del año 2013 en el cual obtuvo el subcampeonato y la clasificación a la Copa Mundial de Fútbol Sub-20 de 2013, del cual también participó llegando a los octavos de final.
El 4 de octubre de 2013, Junior fue convocado por primera vez a la selección paraguaya por el entrenador Víctor Genes, para disputar los partidos contra Venezuela y Colombia por las Eliminatorias Sudamericanas, debutando así, contra Venezuela (ingresó como titular y jugó durante todo el partido).

### Participación Sudamericanos
| Campeonato                  | Sede      | Resultado  | Partidos | Goles |
| --------------------------- | --------- | ---------- | -------- | ----- |
| Sudamericano Sub-20 de 2013 | Argentina | Subcampeón | 4        | 2     |

### Participaciones en Copas del Mundo
| Mundial                     | Sede    | Resultado        | Partidos | Goles |
| --------------------------- | ------- | ---------------- | -------- | ----- |
| Copa Mundial Sub-20 de 2013 | Turquía | Octavos de final | 4        | 0     |

### Participaciones en Eliminatorias al Mundial
| Eliminatorias                 | Resultado  | Partidos | Goles |
| ----------------------------- | ---------- | -------- | ----- |
| Eliminatorias Mundial de 2014 | 10.º lugar | 1        | 0     |
| Eliminatorias Mundial de 2018 | 7.º lugar  | 8        | 1     |

### Participaciones en Copa América
| opa               | Sede   | Resultado        | Partidos | Goles |
| ----------------- | ------ | ---------------- | -------- | ----- |
| Copa América 2019 | Brasil | Cuartos de final | 4        | 0     |
| Copa América 2021 | Brasil | Cuartos de final | 5        | 1     |

### Goles en la selección
| Goles con la Selección de Paraguay | Goles con la Selección de Paraguay | Goles con la Selección de Paraguay | Goles con la Selección de Paraguay | Goles con la Selección de Paraguay | Goles con la Selección de Paraguay     | Goles con la Selección de Paraguay | Goles con la Selección de Paraguay | Goles con la Selección de Paraguay |
| Resultados                         | Resultados                         | Resultados                         | Resultados                         | Lugar                              | Estadio                                | Fecha                              | Tipo                               | Goles                              |
| ---------------------------------- | ---------------------------------- | ---------------------------------- | ---------------------------------- | ---------------------------------- | -------------------------------------- | ---------------------------------- | ---------------------------------- | ---------------------------------- |
| Paraguay                           | 2                                  | 1                                  | Ecuador                            | Asunción                           | Estadio Defensores del Chaco           | 23 de marzo de 2017                | Eliminatorias Sudamericanas 2018   | 1 gol                              |
| Paraguay                           | 3                                  | 3                                  | Perú                               | Goiânia                            | Estadio Olímpico                       | 2 de julio de 2021                 | Copa América 2021                  | 1 gol                              |
| Paraguay                           | 2                                  | 2                                  | Colombia                           | Barranquilla                       | Estadio Metropolitano Roberto Meléndez | 25 de marzo de 2025                | Eliminatorias Sudamericanas 2026   | 1 gol                              |

Para un total de 3 goles.

## Estadísticas
- Actualizado al 22 de octubre de 2024.

| Club                         | Temporada     | Liga  | Liga  | Copa nacional | Copa nacional | Copa internacional | Copa internacional | Total | Total |
| Club                         | Temporada     | Part. | Goles | Part.         | Goles         | Part.              | Goles              | Part. | Goles |
| ---------------------------- | ------------- | ----- | ----- | ------------- | ------------- | ------------------ | ------------------ | ----- | ----- |
| Cerro Porteño Paraguay       | 2013          | 31    | 1     | -             | -             | 2                  | 0                  | 33    | 1     |
| Cerro Porteño Paraguay       | 2014          | 30    | 2     | -             | -             | 12                 | 0                  | 42    | 2     |
| Cerro Porteño Paraguay       | 2015          | 43    | 4     | -             | -             | -                  | -                  | 43    | 4     |
| Cerro Porteño Paraguay       | 2016          | 32    | 2     | -             | -             | 18                 | 1                  | 50    | 3     |
| Cerro Porteño Paraguay       | Total club    | 136   | 9     | 0             | 0             | 32                 | 1                  | 168   | 10    |
| Lille O. S. C. Francia       | 2016-17       | 12    | 0     | 2             | 0             | -                  | -                  | 14    | 0     |
| Lille O. S. C. Francia       | 2017-18       | 34    | 2     | 4             | 1             | -                  | -                  | 38    | 3     |
| Lille O. S. C. Francia       | Total club    | 46    | 2     | 6             | 1             | 0                  | 0                  | 52    | 3     |
| R. C. Celta de Vigo · España | 2018-19       | 9     | 0     | 2             | 0             | -                  | -                  | 11    | 0     |
| R. C. Celta de Vigo · España | Total club    | 9     | 0     | 2             | 0             | 0                  | 0                  | 11    | 0     |
| C. A. Boca Juniors Argentina | 2018-19       | 7     | 0     | 6             | 0             | -                  | -                  | 13    | 0     |
| C. A. Boca Juniors Argentina | 2019-20       | 14    | 0     | 2             | 0             | 4                  | 0                  | 20    | 0     |
| C. A. Boca Juniors Argentina | Total club    | 21    | 0     | 8             | 0             | 4                  | 0                  | 33    | 0     |
| Atlético Mineiro Brasil      | 2020          | 32    | 1     | 6             | 0             | -                  | -                  | 38    | 1     |
| Atlético Mineiro Brasil      | 2021          | 22    | 1     | 17            | 0             | 12                 | 0                  | 51    | 1     |
| Atlético Mineiro Brasil      | 2022          | 31    | 0     | 3             | 0             | 10                 | 0                  | 44    | 0     |
| Atlético Mineiro Brasil      | 2024          | 9     | 1     | 6             | 0             | 5                  | 0                  | 20    | 1     |
| Atlético Mineiro Brasil      | Total club    | 94    | 3     | 32            | 0             | 27                 | 0                  | 153   | 3     |
| F. C. Krasnodar Rusia        | 2022-23       | 12    | 1     | 7             | 0             | -                  | -                  | 19    | 1     |
| F. C. Krasnodar Rusia        | 2023-24       | 8     | 0     | 4             | 0             | -                  | -                  | 12    | 0     |
| F. C. Krasnodar Rusia        | Total club    | 20    | 1     | 11            | 0             | 0                  | 0                  | 31    | 1     |
| Total carrera                | Total carrera | 327   | 15    | 59            | 1             | 63                 | 1                  | 448   | 17    |

## Palmarés

### Campeonatos regionales
| Título             | Club             | Estado       | Año  |
| ------------------ | ---------------- | ------------ | ---- |
| Campeonato Mineiro | Atlético Mineiro | Minas Gerais | 2020 |
| Campeonato Mineiro | Atlético Mineiro | Minas Gerais | 2021 |

### Campeonatos nacionales
| Título                        | Club             | País      | Año     |
| ----------------------------- | ---------------- | --------- | ------- |
| Primera División              | Cerro Porteño    | Paraguay  | C-2013  |
| Primera División              | Cerro Porteño    | Paraguay  | A-2015  |
| Supercopa Argentina           | Boca Juniors     | Argentina | 2018    |
| Primera División de Argentina | Boca Juniors     | Argentina | 2019-20 |
| Serie A                       | Atlético Mineiro | Brasil    | 2021    |
| Copa de Brasil                | Atlético Mineiro | Brasil    | 2021    |

### Distinciones individuales
| Distinción              | Año        |
| ----------------------- | ---------- |
| Bola de Prata           | 2020, 2021 |
| Equipo Ideal de América | 2021       |